# Council of Southern Africa Football Associations
Le Conseil des Associations de Football en Afrique Australe (officiellement Council of Southern Africa Football Associations ou COSAFA) est une confédération régionale de football dépendante de la Confédération africaine de football et présidée par Suketu Patel.

## Organisation de compétitions
Le COSAFA organise la Coupe COSAFA, opposant les équipes nationales de la confédération tous les ans, ainsi que le Championnat féminin de la COSAFA, opposant les équipes nationales féminines de la confédération.

## Liste des fédérations membres
- Membres du COSAFA

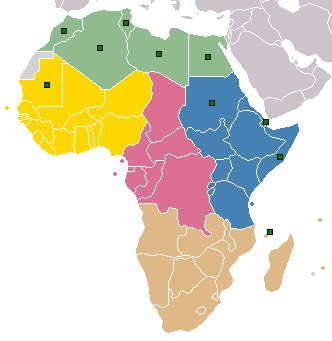
Membres du COSAFA

Le COSAFA compte quatorze fédérations membres.
| Pays           | Fédération                              |
| -------------- | --------------------------------------- |
| Afrique du Sud | Fédération d'Afrique du Sud de football |
| Angola         | Fédération d'Angola de football         |
| Botswana       | Fédération du Botswana de football      |
| Comores        | Fédération des Comores de football      |
| Eswatini       | Fédération d'Eswatini de football       |
| Lesotho        | Fédération du Lesotho de football       |
| Madagascar     | Fédération de Madagascar de football    |
| Malawi         | Fédération du Malawi de football        |
| Maurice        | Fédération de Maurice de football       |
| Mozambique     | Fédération du Mozambique de football    |
| Namibie        | Fédération de Namibie de football       |
| Seychelles     | Fédération des Seychelles de football   |
| Zambie         | Fédération de Zambie de football        |
| Zimbabwe       | Fédération du Zimbabwe de football      |

## Organisation de compétitions
Le COSAFA organise les compétitions entre sélections nationales dans différentes catégories d'âge.
- La Coupe COSAFA oppose les équipes nationales masculines
- Le Championnat féminin de la COSAFA oppose les équipes nationales féminines.
- Le Championnat de la COSAFA des moins de 23 ans oppose les équipes nationales masculines de moins de 23 ans. La compétition n'existe plus.
- Le Championnat de la COSAFA des moins de 20 ans oppose les équipes nationales masculines de moins de 20 ans.
- Le Championnat de la COSAFA des moins de 17 ans oppose les équipes nationales masculines de moins de 17 ans.
- Le Championnat féminin de la COSAFA des moins de 20 ans oppose les équipes nationales féminines de moins de 20 ans.
- Le Championnat féminin de la COSAFA des moins de 17 ans oppose les équipes nationales féminines de moins de 17 ans.
- Le Championnat de beach soccer de la COSAFA oppose les équipes nationales de beach soccer.

Le COSAFA organise également la Ligue des champions féminine du COSAFA, qui oppose les meilleurs clubs féminins de chaque fédération.